# مهیا شدن برای جشن
مهیا شدن برای جشن (انگلیسی: Dressing for the Carnival) یک نقاشی رنگ روغن بر روی بوم کرباس از نقاش هنرمند آمریکایی، وینسلو هومر است که در سال ۱۸۷۷ طراحی گردید. هومر در این اثر هنری، آمریکایی‌های آفریقایی‌تبار را طرح نموده و این موضوع به‌طور کلی یکی از کلیشه‌های متداول دوران بازسازی پس از جنگ داخلی آمریکا در آن زمان بود. در دهه‌های ۱۸۷۰ تا ۱۸۸۰، تصاویر بسیاری از آفریقایی‌ها و آمریکایی‌ها در کنار یکدیگر و در طول اجرای جشن‌های مختلف به ثبت رسید اما مهیا شدن برای جشن هومر، برخلاف همهٔ آنها است.